# 指蝸
法老指蝸是前王朝時期的統治者。這位法老的存在與否是有爭議的，因為他的名字還不確定是否能讀作國王的名字。他可能是上埃及統一後的第一位國王。
名字被保存在烏姆·卡伯前王朝時期墓地。